# Церковь Воздвижения Святого Креста (Вилейка)
Церковь Воздвижения Святого Креста (бел. Касцёл Узвіжання Святога Крыжа) — католический храм в городе Вилейка, Минская область, Белоруссия. Относится к Вилейскому деканату Минско-Могилёвского архидиоцеза. Памятник архитектуры, построен в 1906—1913 годах, архитектура храма сочетает черты неороманского и неоготического стилей. Храм включён в Государственный список историко-культурных ценностей Республики Беларусь (код 612Г000105). Расположен по адресу: ул. Октябрьская, 2.

## История

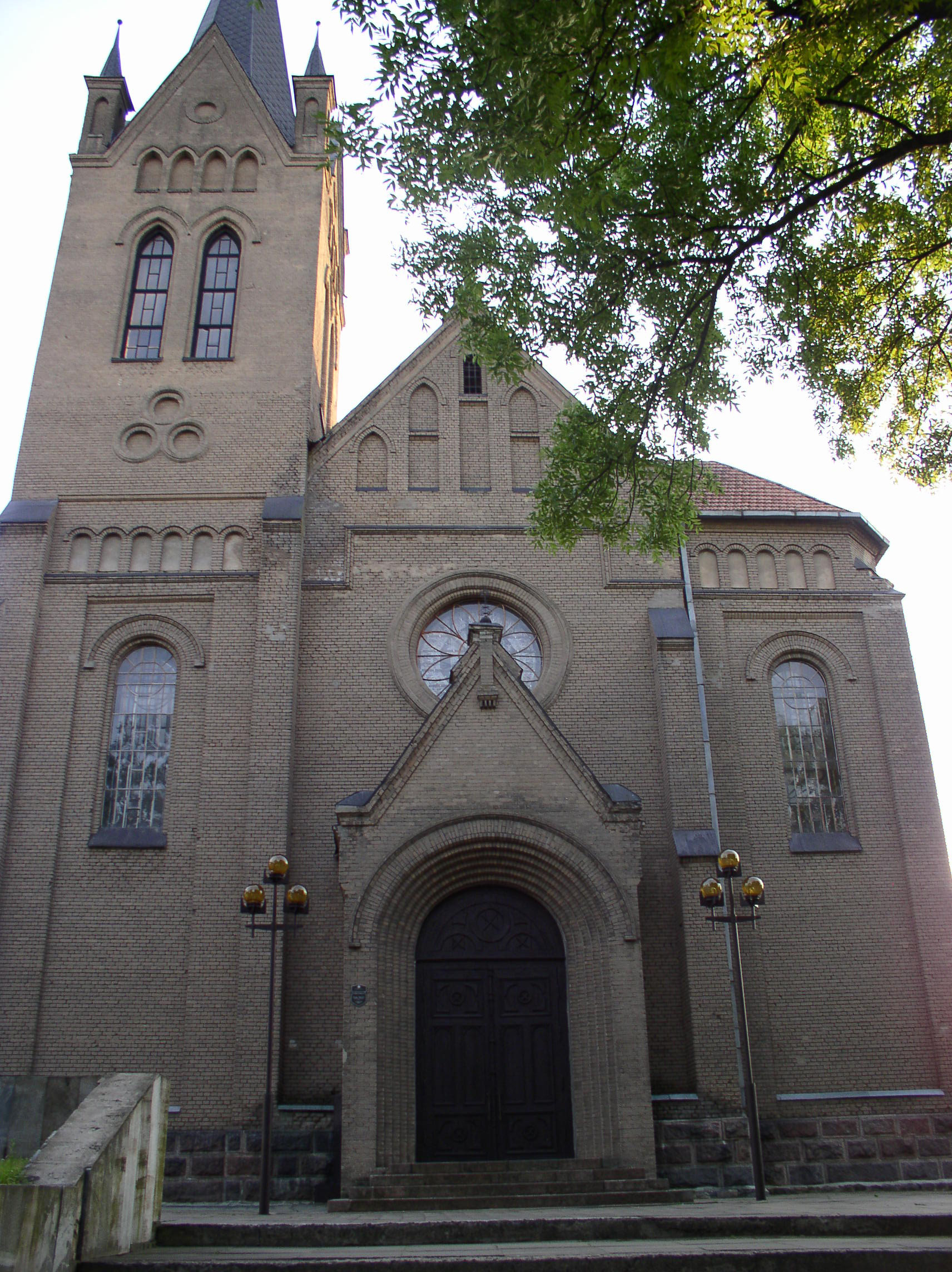
Главный фасад

В XVIII веке в Вилейке существовала небольшая деревянная часовня, сгоревшая в 1810 году. В 1862 году была построена новая деревянная часовня и одновременно началось возведение каменного храма. После подавления Польского восстания 1863 года правительством был принят ряд репрессивных мер по отношению к Католической церкви в западных регионах империи. Ещё недостроенное здание костёла в Вилейки передали православным, и после перестройки в русском стиле она была освящена как Георгиевская церковь. Католики продолжали молиться в деревянной часовне.
В 1906 году было получено разрешение на строительство каменного храма. Строительство было завершено в 1913 году, в том же году церковь освящена во имя Воздвижения Святого Креста. Храм был построен из кирпича, архитектура сочетает черты неоготики и неороманики.
В 1915 году настоятелем костела был Иоанн Венцкович, викарным - Михаил Глембоцкий.
Во время Первой мировой войны храм пострадал от обстрелов.
В 1922—1928 годах, когда Вилейка входила в состав Польши, проходила его реставрация.
После второй мировой войны костёл был закрыт и превращён в склад. Позднее, однако, его объявили памятником архитектуры и разместили в нем выставочный зал имени Никодима Силивановича .
В 1990 году передан католической общине, с этого времени храм Воздвижения Святого Креста — действующая церковь.

## Архитектура
Храм Воздвижения Святого Креста — трёхнефная базилика с развитым трансептом и пятигранной апсидой. Доминанта архитектурной композиции — высокая башня, расположенная с южной стороны притвора. Торцы трансептов завершаются треугольными фронтонами со стрельчатыми нишами и сдвоенными оконными проёмами. Изнутри костёл расписан под мозаичные арабески.